# A Certain Magical Index
A Certain Magical Index (jap. とある魔術の禁書目録 Toaru majutsu no indekkusu) – seria light novel napisana przez Kazumę Kamachiego i zilustrowana przez Kiyotakę Haimurę. Została wydana przez wydawnictwo ASCII Media Works w latach 2004-2010. Głównym bohaterem powieści jest Tōma Kamijō, licealista z umiejętnością negowania magii, który spotyka siostrę zakonną o imieniu Index. Ich znajomość nie podoba się zarówno wielu esperom jak i magom, którzy pragną kontrolować wiedzę posiadaną przez Index.
Na jej podstawie powstaje manga ilustrowana przez Chuyę Kogino, która jest publikowana w czasopiśmie „Gekkan Shōnen Gangan”. Na podstawie powieści studio J.C.Staff wyprodukowało dwie 24-odcinkowe serie anime emitowane w latach 2008–2011. W 2013 roku powstał także pełnometrażowy film animowany, nie jest on jednak ekranizacją żadnej z powieści.
W latach 2011–2019 wydawany był sequel powieści, pisany przez tego samego autora.
Z serią związane są również dwie serie mangi, zatytułowane kolejno A Certain Scientific Railgun (jap. とある科学の超電磁砲 Toaru kagaku no rērugan) oraz Toaru kagaku no Accelerator (jap. とある科学の一方通行 Toaru kagaku no akuserarēta). Oba tytuły są publikowane w czasopiśmie „Dengeki Daioh”.

## Fabuła
W świecie przedstawionym oprócz zwykłych ludzi istnieją jednostki, które posiadają nadprzyrodzone zdolności, których nazywa się esperami (jap. 超能力者 Chōnōryokusha). Ponadto, ukryci przed opinią publiczną, działają także magowie (jap. 魔術師 Majutsushi), zwykli ludzie, którzy potrafią władać magią dzięki wiedzy nabytej przy studiowaniu grymuarów (jap. 魔道書 Madōsho) lub przez wykorzystywanie mistycznych artefaktów. Podczas gdy magowie są stowarzyszeni w bractwach i sektach religijnych, esperzy są związani z instytucjami naukowymi. To prowadzi do spięć i walki pomiędzy frakcjami magów i esperów o władzę nad światem.
Tōma Kamijō, licealista z jednej ze szkół dla ludzi z nadprzyrodzonymi zdolnościami, jest esperem – jego prawa ręka potrafi zanegować każdą nadprzyrodzoną zdolność i czar, ale także każdy możliwy łut szczęścia. Pewnego dnia Tōma spotyka młodą angielkę o imieniu Index, która jest siostrą zakonną należącą do Necessariusa, tajemnego stowarzyszenia działającego w obrębie kościoła anglikańskiego. Index jest mnemonistką – w jej umyśle znajduje się treść ponad 100 tysięcy grymuarów z listy ksiąg zakazanych (Index Librorum Prohibitorum), które przeczytała, a które kościół wycofał z obiegu. Spotkanie to i jego zdolność stawia Tōmę dokładnie pośrodku konfliktu pomiędzy esperami, a magami, pragnącymi odzyskać księgi.
Poza główną serią, dwie serie spin-off mangi skupiają się na dwóch innych bohaterach występujących w głównej serii. Seria Toaru kagaku no Railgun skupia się na Mikoto Misace, potrafiącej władać elektrycznością i będącą jedną z najpotężniejszych esperów. Drugi spin-off, Toaru kagaku no Accelerator, skupia się na postaci Acceleratora, espera potrafiącego władać wektorami, który jest uważany na najpotężniejszego espera.

## Light novel
A Certain Magical Index jest serią light novel napisaną przez Kazumę Kamachi i zilustrowaną przez Kiyotakę Haimurę. Wydawnictwo ASCII Media Works opublikowało 24 tomy serii. Pierwszy tom wydany został 10 kwietnia 2004, a ostatni 10 października 2010. 22 tomy stanowią oś fabularną serii, natomiast dwa są zbiorami opowiadań.
Powstał także sequel serii, zatytułowany Shin’yaku toaru majutsu no Index (jap. 新約 とある魔術の禁書目録 Shin'yaku toaru majutsu no indekkusu). Pierwszy tom został opublikowany 10 marca 2011, zaś ostatni 10 lipca 2019.

## Manga
Z powieściami związane są cztery serie mangi. Pierwsza z nich jest adaptacją serii powieści i jest ilustrowana przez Chuyę Kogino. Kolejne rozdziały pojawiają się w czasopiśmie „Gekkan Shōnen Gangan” wydawnictwa Square Enix od 12 kwietnia 2007. Pierwszy tankōbon wydano 10 listopada 2007. Według stanu na 12 lipca 2023, do tej pory opublikowano 29 tomów.
Powstała także dwutomowa manga będąca adaptacją filmu Toaru majutsu no Index: Endymion no kiseki (jap. とある魔術の禁書目録, エンデュミオーンの奇蹟). Ukazywała się w czasopiśmie „Gekkan Shōnen Gangan” od 12 lutego 2013 i została zilustrowana przez Ryōsuke Asakurę. Pierwszy tankōbon wydano 27 sierpnia 2013, natomiast drugi ukazał się 22 października tego samego roku.
Kolejna manga z serii, zatytułowana Toaru nichijō no Index-san (jap. とある日常のいんでっくすさん), została zilustrowana przez Mijin Koukę. Manga ta jest yonkomą. Pierwszy tankōbon z serii wydano 22 lutego 2014. Ostatni, piąty tom z tej serii, wydano 21 maja 2016.
Na podstawie jednej z light novel powstała także dwutomowa manga zatytułowana Toaru majutsu no Heavy na zashiki-warashi ga kantan na satsujinki no konkatsu jijō (jap. とある魔術のヘヴィーな座敷童が簡単な殺人妃の婚活事情). Kolejne tomy wydano 21 listopada oraz 22 grudnia 2015.

### Spin-off
Na podstawie głównej serii mangi powstał także spin-off, zatytułowany A Certain Scientific Railgun (jap. とある科学の超電磁砲 Toaru kagaku no rērugan), którego kolejne rozdziały są rysowane przez Motoi Fuyukawę i ukazują się w czasopiśmie „Dengeki Daioh”. Pierwszy tankōbon wydano 10 listopada 2007. Seria wciąż jest kontynuowana, najnowszy, 14. tom wydano 10 października 2019.
Powstaje także druga seria spin-off, zatytułowana Toaru kagaku no Accelerator (jap. とある科学の一方通行 Toaru kagaku no akuserarēta), która jest ilustrowana przez Aratę Yamajiego. Kolejne rozdziały ukazują się w czasopiśmie „Dengeki Daioh” od lutego 2014. Pierwszy tankōbon wydano 26 lipca 2014. Seria wciąż jest kontynuowana, najnowszy, dziesiąty tom wydano 26 czerwca 2019.

## Anime
24-odcinkowe anime, będące adaptacją powieści zostało wyprodukowane przez studio J.C.Staff i wyreżyserowane przez Hiroshiego Nishikiori. Seria ta została wyemitowana w Japonii od 4 października 2008 do 19 marca 2009. Seria ta jest adaptacją pierwszych sześciu tomów serii powieści. Ponadto do limitowanego wydania pierwszej i piątej części tej serii DVD dołączono także cztery dodatkowe odcinki specjalne, wykonane w stylu super deformed, zatytułowane Toaru majutsu no Index-tan (jap. とある魔術の禁書目録たん). 
Druga seria, zatytułowana A Certain Magical Index II, została wyemitowana od 8 października 2010 do 1 kwietnia 2011. Do limitowanej edycji wydania DVD tej serii dołączono opowiadanie z serii A Certain Scientific Railgun.
Od 1 sierpnia 2019 do 31 lipca 2023 anime było dostępne w serwisie Netflix z polskimi napisami.

### Film
Powstał także film animowany, zatytułowany A Certain Magical Index: The Movie －The Miracle of Endymion (jap. とある魔術の禁書目録 エンデュミオンの奇蹟 Gekijōban Toaru majutsu no indekkusu: Endyumion no kiseki), który miał swoją premierę w japońskich kinach 23 lutego 2013. Jego fabuła nie bazuje na żadnym wcześniejszym materiale źródłowym. Autorem scenariusza jest Kamachi, a w filmie pojawiają się postacie znane zarówno z serii Index jak i Railgun, a także nowe, zaprojektowane przez Haimurę.

### Ścieżka dźwiękowa
| Seria          | Odcinki                | Tytuł                                                                      | Twórcy        |
| Czołówka       | Czołówka               | Czołówka                                                                   | Czołówka      |
| -------------- | ---------------------- | -------------------------------------------------------------------------- | ------------- |
| 1              | 1-16 (TV) / 1-14 (DVD) | „PSI-Missing”                                                              | Mami Kawada   |
| 1              | 15/17-24               | „Masterpiece”                                                              | Mami Kawada   |
| 2              | 1-16                   | „No Buts!”                                                                 | Mami Kawada   |
| 2              | 17-24                  | „See VisionS”                                                              | Mami Kawada   |
| Napisy końcowe |                        |                                                                            |               |
| 1              | 1-19                   | „Rimless (Fuchinashi no sekai)” (jap. Rimless 〜フチナシノセカイ〜)        | Iku           |
| 1              | 20-24                  | „Chikaigoto (Sukoshi dake mō ichido)” (jap. 誓い言 ～スコシだけもう一度～) | Iku           |
| 2              | 1-13                   | „Magic∞World”                                                              | Maon Kurosaki |
| 2              | 14-24                  | „Memories Last” (jap. メモリーズ・ラスト Memorīzu rasuto)                  | Maon Kurosaki |

Singiel utworu „PSI-Missing” został wydany 29 października 2008. Singiel utworu „Masterpiece” został wydany 4 lutego 2009.
Utwór „No Buts!” wykorzystany w A Certain Magical Index II został wydany jako singiel 3 listopada 2010, a utwór „See VisionS” 16 lutego 2011. Pierwszy motyw końcowy drugiego sezonu, zatytułowany „Magic∞World”, autorstwa Maon Kurosaki, został wydany jako singiel 24 listopada 2010. Drugi motyw końcowy drugiego sezonu, zatytułowany „Memories Last” (jap. メモリーズ・ラスト Memorīzu rasuto), został wydany jako singiel 2 marca 2011.
Główny motyw przewodni filmu pełnometrażowego The Miracle of Endymion, zatytułowany „Fixed Star”, został wykonany przez Mami Kawadę i wydany jako singiel 20 lutego 2013.
Czołówka do gry A Certain Magical Index na platformę PlayStation Portable została zatytułowana „Answer” i wykonana przez Maon Kurosaki. Wydana jako singiel w zestawie z utworem „Magic∞World”.

## Gry
Bandai Namco Games we współpracy z Guyzware wyprodukowało grę Toaru majutsu to kagaku no Ensemble (jap. とある魔術と科学の群奏活劇 Toaru majutsu to kagaku no ansanburu) na platformę PlayStation Portable. Fabuła gry, która rozgrywa się na kilka dni przed wydarzeniami z filmu pełnometrażowego została wydana 21 lutego 2013.
Firma Sega wydała w marcu 2014 roku grę z gatunku bijatyka, zatytułowaną Dengeki bunko Fighting Climax. Pojawiają się w niej różne postaci z wielu różnych powieści wydanych w ramach imprintu Dengeki bunko. Postacią dotępną w grze jest Makoto Misaka, a postaciami wspierającymi są Tōma Kamijō i Accelerator.

## Powiązane
Słuchowisko związane z serią zostało dołączone do 48. numeru czasopisma Dengeki hp wszystkim jego subskrybentom w listopadzie 2007. Słuchowisko podzielone jest na dwie części. Pierwsza z nich pojawiła się niezależnie jako słuchowisko w ramach audycji radiowej Dengeki Taishō i opowiada o spotkaniu Tōmy i Index z samozwańczym „byłym” magiem. Druga część stanowi wcześniej niepublikowaną opowieść o misji Misaki i Kuroko Shirai i ich walce z dziewczyną-esperem 3. poziomu.
Weiß-Schwarz zaadaptował serię Index oraz Railgun jako grę karcianą.

## Odbiór
W maju 2010 roku ogłoszono, że seria A Certain Magical Index stała się nr 1 na liście bestsellerów imprintu Dengeki Bunko.